# Budginmaya eulae
Budginmaya eulae är en insektsart som beskrevs av Fletcher 2009. Budginmaya eulae ingår i släktet Budginmaya och familjen Flatidae. Inga underarter finns listade i Catalogue of Life.